# Diada de Sant Fèlix 2001
La diada de Sant Fèlix, celebrada el dia 30 d'agost del 2001 a Vilafranca del Penedès, va ser un èxit rotund per al món casteller.
Onze dels quinze castells que es van poder veure, foren dels considerats de gamma extra, això fa que aquesta actuació sigui la millor actuació castellera de tots els temps.
A més, els Castellers de Vilafranca van realitzar la millor actuació feta fins aleshores per una colla i la Colla Joves dels Xiquets de Valls, va realitzar la seva millor actuació feta fins a l'any 2012.

## Colles participants i castells assolits
| Castellers de Vilafranca          | Pd5, Pd5, Pde4cam, 4de9fa, 3de10fm(c), 5de9f(id), 5de9f(c), Pd8fm (i), Pd8fm   |  |
| Minyons de Terrassa               | Pde5, Pde5, Pde4cam, 2de9fm, 4de9, Pd8fm (c), Pde5, Pde5                       |  |
| Colla Joves dels Xiquets de Valls | Pde5, Pde5, Pde4cam, 2de9fm(c), 3de9f, 4de9, Pde5, Pde5, Pde5, Pde5(c)         |  |
| Colla Vella dels Xiquets de Valls | Pde5, Pde5, Pde4cam, 5de9f(c), 2de9fm(i), 3de8s(c), 4de9(i), 4de8a, Pde5, Pde5 |  |

- *(f) folre, (m) manilles, (c) carregat, (i) intent, (id) intent desmuntat, (a) agulla, (s) aixecat per sota.